# Fabryka Izraela Poznańskiego w Łodzi

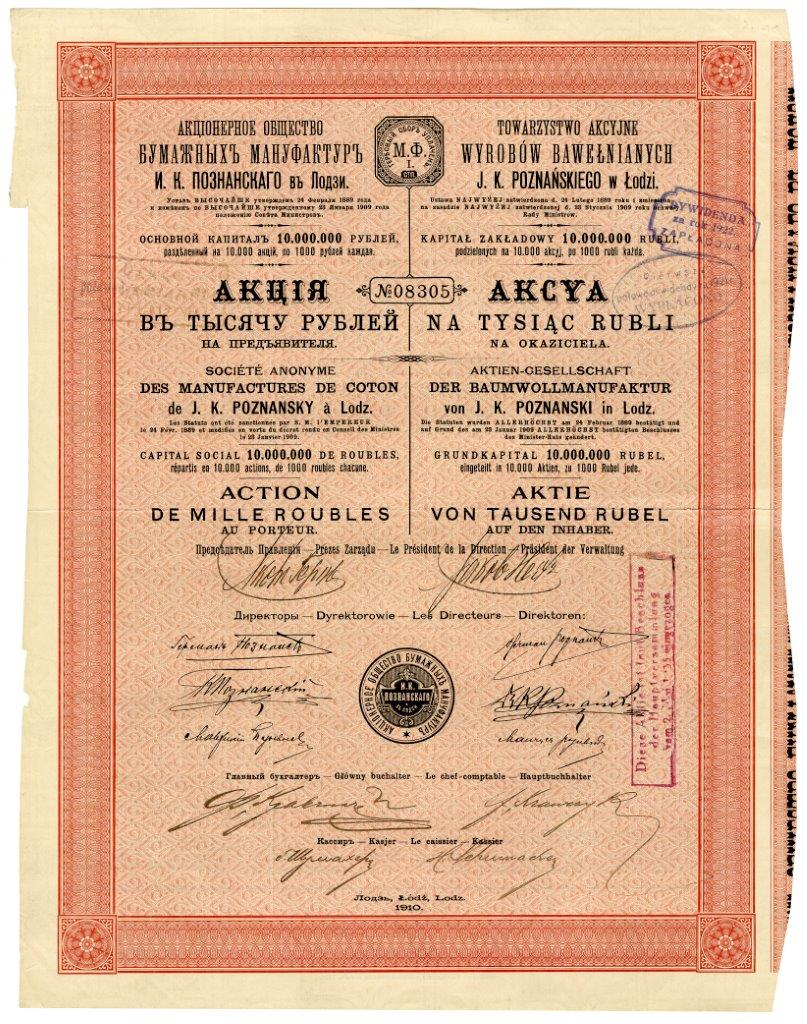
Akcja na okaziciela spółki o wartości nominalnej 1000 rub z 1910 r.

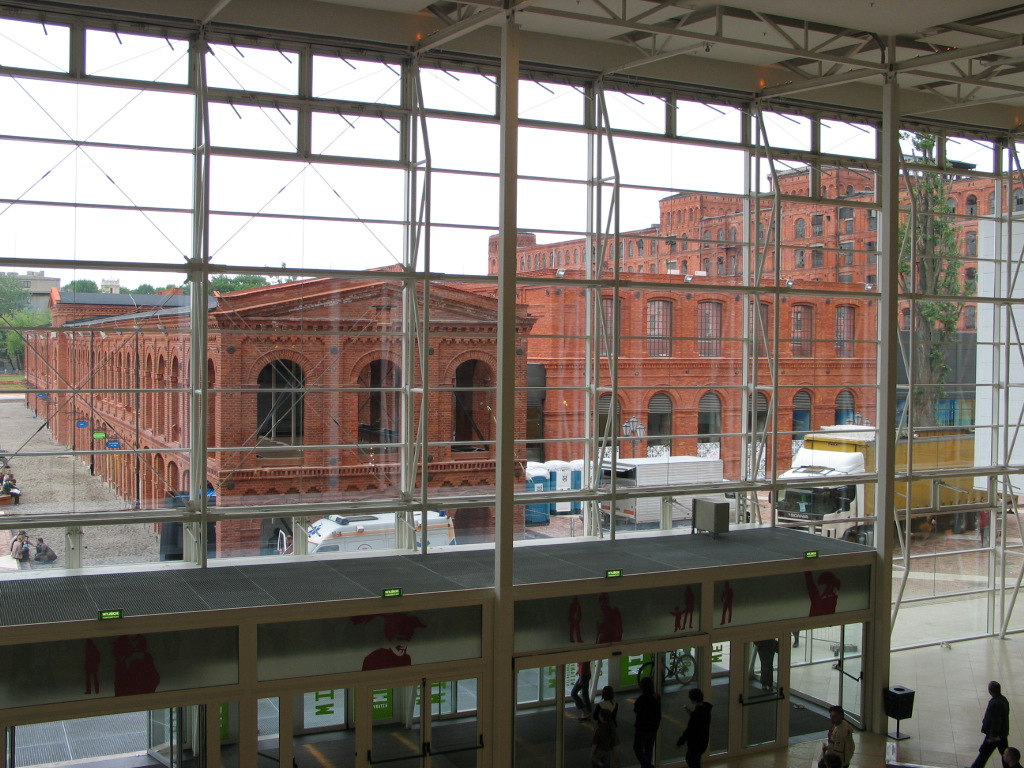
Budynki pofabryczne w CH Manufaktura

Fabryka Izraela Poznańskiego w Łodzi – pełnowydziałowa fabryka włókiennicza przetwórstwa bawełny w Łodzi, wzniesiona w latach 1872–1892 według projektu Hilarego Majewskiego dla Izraela Poznańskiego; największa fabryka kalisko-mazowieckiego okręgu przemysłowego, znacjonalizowana w 1945; wpisana do rejestru zabytków w latach 1971–1993. Od 2006 roku mieści się tutaj centrum handlowe Manufaktura.

## Historia
Miejsce pod budowę zakładu zakupił Izrael K. Poznański w 1871 roku, po zachodniej stronie „Nowego Miasta”, wzdłuż ul. Ogrodowej. Do końca XIX wieku powstał tu blisko 30-hektarowy kompleks, na którym znajdowały się tkalnie, przędzalnia, bielnik i apretura, farbiarnia, drukarnia tkanin i wykończalnia, oddział naprawy i budowy maszyn, ślusarnia, odlewnia i parowozownia, gazownia, remiza strażacka, magazyny, bocznica kolejowa oraz kantor fabryczny, pałac fabrykanta i budynki mieszkalne dla robotników. Wizytówką kompleksu była pięciokondygnacyjna przędzalnia bawełny z czerwonej nieotynkowanej cegły wzdłuż ul. Ogrodowej (obecnie hotel Andels), powstała w latach 1877–1878.
W okresie międzywojennym dyrektorem fabryki był Józef Wolczyński, jedna z najbardziej znaczących postaci życia społeczno-towarzyskiego międzywojennej Łodzi, a w latach 30. Stefan Lamprecht. Przy fabryce działał klub sportowy IKP Łódź, który wychował m.in. wielu utytułowanych polskich bokserów.
Okres II wojny światowej
18 września 1939 gdy do Łodzi wkroczyli Niemcy, Fabryka Poznańskiego weszła pod ich zarząd. Zakłady do 1942 jako „Aktiongesellschaft der Baumwollmanufaktur von I.K. Poznański”. W 1942 akcjonariusze fabryki zostali wywłaszczeni, a fabryka została przejęta przez Główny Urząd Powierniczy Wschód (Haupttreuhandstelle Ost), a następnie przejęta przez łódzkich Niemców – Adolfa Speidla i Karla Webera. Zmienie uległa również nazwa przedsiębiorstwa na „Aktiongesellschaft der Baumwollmanufaktur Speidel und Weber in Litzmannstadt”. Fabryka produkowała tkaniny oraz elementy samolotów na potrzeby niemieckiej armii.
Okres PRL
19 stycznia 1945, po wyzwoleniu Łodzi spod okupacji niemieckiej, fabryka przeszła na własność Skarbu Państwa, pod nazwą Zakłady Przemysłu Bawełnianego nr 2. Z czasem nazwę zmieniono na Zakłady Przemysłu Bawełnianego im. Juliana Marchlewskiego, który w XIX w. pracował w tej fabryce prowadząc działalność socjalistyczną wśród robotników. W latach 70. dodano handlową nazwą „Poltex” i odtąd zakład nosił nazwę: Zakłady Przemysłu Bawełnianego im. Juliana Marchlewskiego, „Poltex”, a w II połowie lat 80. XX wieku usunięto patrona skracając nazwę na: Zakłady Przemysłu Bawełnianego „Poltex”, w skrócie ZPB Poltex.
10 lutego 1971 w Zakładach Przemysłu Bawełnianego im. Marchlewskiego wybuchł strajk, który w następnych dniach objął inne zakłady w mieście. Bezpośrednią przyczyną było obniżenie zarobków w nowym roku o ok. 200–300 zł, co w połączeniu z podwyżką cen żywności, spowodowało realne poważne zubożenie włókniarek. Strajkujące zażądały podwyżki płac o 20–25% oraz stworzenie klarownego systemu ustalania zarobków.
14 lutego do zakładów przyjechała delegacja rządowa, z premierem Piotrem Jaroszewiczem na czele, któremu towarzyszyli członkowie Biura Politycznego PZPR Jan Szydlak i Józef Tejchma. Spotkanie z włókniarzami odbyło się wieczorem w zakładowej świetlicy. Dramatyczne w przebiegu spotkanie było pokazem arogancji i nieudolnych, drętwych przemówień ze strony władz, oraz wielu dramatycznych wystąpień ze strony rozgoryczonych włókniarek. Rządzący próbowali namawiać robotników do powrotu do pracy, jednocześnie tłumacząc, że pieniędzy na podwyżki nie ma i rzucając jedynie mgliste obietnice „poprawy warunków”. Na kończące wystąpienie Jaroszewicza zapytanie „Czy przystąpicie zaraz do pracy?” sala odpowiedziała głośnym „NIE!”.
W efekcie strajków w całym kraju władze musiały przywrócić m.in. ceny mięsa sprzed 13 grudnia 1970.
Okres po 1989 roku
Po 1989 roku prawdopodobnie nie było żadnych roszczeń spadkobierców. Prawdopodobnie również z tego powodu, że w latach 20. i 30. XX wieku fabryka była na granicy bankructwa z racji utraty wschodnich rynków zbytu, a większość, jeśli nie wszystkie udziały przejęły włoskie banki, które wprowadziły własny zarząd.
W maju 1991 roku bank PBG S.A. zgłosił wniosek w sprawie upadłości ZPB „Poltex” do Ministra Przemysłu w sprawie likwidacji przedsiębiorstwa. Następnie Minister Przemysłu Andrzej Zawiślak z dniem 1 sierpnia 1991 roku postawił ZPB „Poltex” w stan likwidacji (z przyczyn ekonomicznych), ustanawiając likwidatora przedsiębiorstwa – Mieczysława Michalskiego. Likwidator rozpoczął poszukiwania inwestora skłonnego zrealizować program restrukturyzacji ZPB „Poltex”, za pomocą szeroko zakrojonej akcji ofertowo-promocyjnej. W styczniu 1992 roku Minister Przemysłu i Handlu zatwierdził opracowany przez likwidatora program likwidacji w wersji u zakresie restrukturyzacji produkcyjno-nieruchomościowej ZPB „Poltex”.
W I kwartale 1992 nastąpiło zakończenie działalności produkcyjnej nierentownych działów przędzalni i tkalni, zaś w IV kwartale Prezydent Miasta Łodzi ostatecznie zrezygnował z deklarowanego wcześniej przejęcia przez gminę Łódź zbędnych zabytkowych nieruchomości fabrycznych na cele Łódzkiego Centrum Targowo-Handlowego. 3 lutego 1993 powstała ustawa o restrukturyzacji finansowej przedsiębiorstw i banków stworzyła możliwość restrukturyzacji przedsiębiorstwa za wolą wierzycieli. 18 lutego 1993 na wniosek Powszechnego Banku Gospodarczego (PBG) SA sąd umorzył postępowanie upadłościowe wobec ZPB „Poltex”. W drugim półroczu 1993 roku przy zgodzie organu założycielskiego, likwidator prowadził rozmowy z wierzycielami oraz potencjalnym inwestorem w sprawie wszczęcia bankowego postępowania ugodowego na podstawie przepisów ustawy z dnia 3 lutego 1993 roku.
4 grudnia 1993 podpisana została umowa wstępna pomiędzy Likwidatorem a Konsorcjum IDD-C. Kosiński jako potencjalnym inwestorem ZPB „Poltex”. 16 maja 1996 Minister Przekształceń Własnościowych w wyniku ugody bankowej powołał jednoosobową spółkę skarbu państwa pod firmą Wykańczalnia Materiałów Włókienniczych „Poltex W” SA na bazie majątku dawnych ZPB „Poltex”, łącznie z zarządem, na czele którego znalazł się likwidator Mieczysław Michalski. W III kwartale 1997 zakończono nierentowną działalność produkcyjną wydziału wykończalni. 18 grudnia 1997 została powołana przez WMW „Poltex W” SA spółka-córka nieruchomościowa z ograniczoną odpowiedzialnością „Poltex N” (tzw. przejmująca). Ustalono w ugodzie bankowej, przyjętej przez wierzycieli, zadania w zakresie przygotowania i realizacji programu rewitalizacji historycznego zespołu fabrycznego „Poltex”. 31 marca 1998 nastąpiła równoległa prywatyzacja spółki akcyjnej WMW „Poltex W” oraz spółki nieruchomościowej z ograniczoną odpowiedzialnością „Poltex N”. Większościowe pule akcji i udziałów w spółkach przejęły XXI Century City spółka z o.o. (Konsorcjum IDD-C. Kosiński z gwarancjami grupy kapitałowej z francuskimi firmami Francarep, Fonciere Euris i Apsys).
W II kwartale 1998 Apsys Polska nabyła od spółki XXI Century City 75% udziałów w „Poltex N” sp. z o.o. oraz 51% akcji w WMW „Poltex W” SA. WMW „Poltex W” S.A. nabyła 26% pulę akcji w branżowej firmie tj. w PZPB „Pamotex” SA za 9,5 mln PLN (prawdopodobnie z powodu próby zmiany ugody). W III kwartale 1998 nowy właściciel „Poltex N” sp. z o.o. nabył nieruchomość wydziału wykończalni (zespołu fabrycznego d. Zakładów Bawełnianych I. Poznańskiego) stając się właścicielem całości terenu.
W latach 1999–2002 francuska firma Apsys-Polska dokonała wyburzeń wszystkich współczesnych naniesień na terenie fabryki, w związku z realizacją koncepcji centrum handlowego „Manufaktura”. W 2002 Urząd Miasta Łodzi wydał pozwolenia budowlane dotyczące inwestycji na terenie fabryki, rok później rozpoczęły się prace budowlane CH „Manufaktura”. 17 maja 2006 otwarto C.H. Manufaktura. W 2008 roku otwarto ms2 – nowy oddział Muzeum Sztuki w Łodzi. W 2009 roku, w budynku byłej przędzalni został otwarty czterogwiazdkowy hotel i centrum konferencyjne sieci Andel’s.
Zespół budynków wpisany jest do rejestru zabytków pod numerem A/45 z 20.01.1971, A/337/1-3 z 14.09.1993 i A/338/1-6 z 28.09.1993. W 2015 przędzalnia i brama fabryki zostały uznane pomnikami historii.